# Сосновская, Надежда Антоновна
Надежда Антоновна Сосновская (25 августа 1923 — 21 октября 2001) — передовик советской энергетики и электрификации, машинист турбинного цеха Омской объединённой ТЭЦ № 2 министерства энергетики и электрификации СССР, Герой Социалистического Труда (1971).

## Биография
Родилась 25 августа 1923 года в Тамбовской губернии. Отец был репрессирован, мать умерла. Вместе с сестрой Верой была направлена в детский дом. После окончила школу фабрично-заводского ученичества. Работала на паровозовагоноремонтном заводе, при котором велось строительство Омской ТЭЦ-2. Именно с этим предприятием и связала всю свою жизнь Надежда Антоновна.
14 марта 1941 года ТЭЦ-2 заработала на производство промышленного тока. Началась Великая Отечественная война, более 500 работников ушли на фронт. Сосновская стала наставником для многих молодых работников. Одновременно дежурила в госпитале, помогала раненным фронтовикам. Освоила профессию машиниста турбинного цеха, которая считалась мужской. За всё время работы не допустила ни одного технологического нарушения.
Указом Президиума Верховного Совета СССР от 20 апреля 1971 года за особые заслуги по развитию энергетики страны Надежде Антоновне Сосновской было присвоено звание Героя Социалистического Труда с вручением ордена Ленина и золотой медали «Серп и Молот».
Была делегатом XXIV съезда КПСС (1971).
В 1971 году вышла на пенсию.
Проживала в Омске. Умерла 21 октября 2001 года, похоронена на Ново-Южном кладбище.

## Награды
За трудовые успехи была удостоена:
- золотая звезда «Серп и Молот» (20.04.1971)
- орден Ленина (20.04.1971)
- Орден Трудового Красного Знамени
- Медаль «За трудовое отличие»
- другие медали.